# Ulf Lilliehöök
Ulf Vilhelm J:son Lilliehöök, född 16 december 1914 i Piteå landsförsamling, Norrbottens län, död 1991 i Säffle församling, Värmlands län, var en svensk jägmästare.

## Biografi
Lilliehöök var son till civilingenjören John Lilliehöök och Lalla Göransson. Han avlade studentexamen i Karlstad 1935 och studerade på Skogshögskolan 1940. Lilliehöök var anställd vid stiftsnämnden i Skara 1940, vid domänverket 1941 och var skogsförvaltare vid Billeruds AB Borgviks revir från 1952.
Han var ledamot i Eds kommunfullmäktige.
Lilliehöök gifte sig 1942 med Birgit Franzon (1916–1964), dotter till juveleraren Axel Franzon och Gerda Lundgren. Han var far till Måna (född 1944), Birgitta (född 1949) och Greta (född 1956).